# 関市立上之保中学校
関市立上之保中学校（せきしりつ かみのほちゅうがっこう）は、岐阜県関市に存在した公立中学校。

## 概要
- 旧・武儀郡上之保村の中学校であり、関市上之保地区が校区であった。2016年、武儀中学校と統合し、津保川中学校の新設により廃校。
- 体育館は関市上之保体育館として利用されている。

## 沿革
- 1947年（昭和22年）4月1日 - 上之保村立上之保中学校として開校。宮川小学校[注釈 1]の校舎を仮校舎とする。鳥屋市分校を設置。
- 1949年（昭和24年） - 新築移転。
- 1969年（昭和44年）
  - 3月26日 - 鳥屋市分校を廃止。
  - 5月10日 - 上之保村13502番地に新築移転。
- 1970年（昭和45年）2月2日 - 体育館が完成。
- 2005年（平成17年）2月7日 - 上之保村が関市に編入される。同時に関市立上之保中学校に改称する。
- 2016年（平成28年）
  - 3月27日 - 閉校式。
  - 3月31日 - 閉校。

## 鳥屋市分校
- 岐阜県武儀郡上之保村鳥屋市22443に存在していた。
- 1947年、上之保村立上之保中学校鳥屋市分校として開校。鳥屋市小学校に併設されていた。
- 上之保中学校が現在の岐阜県関市上之保13502に新築移転されるのに伴い、1969年3月26日に廃校となった。